# Gravitomòbil

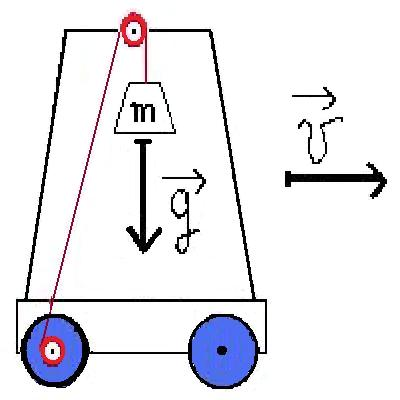
Figura 1. Esbós esquemàtic d'un gravitomòbil

El gravitomòbil és el nom que li van donar després de crear una petita joguina amb finalitats didàctiques.
Consisteix en un petit cotxe el qual es mou fent servir energia gravitatòria. La idea bàsica disposa d'un xicotet pes què penja d'una politja. El fil està enrotllat a un dels eixos de les rodes. En caure la pesa fa moure les rodes i, per tant, el cotxet.
Mitjançant aquesta activitat pràctica, l'estudiant ha de treballar principalment els següents conceptes:
1. La definició d'energia com la capacitat de fer canvis en els cossos.
2. El càlcul de l'energia potencial gravitatòria: ({\displaystyle E=m\cdot g\cdot h}) On E és l'energia a calcular, m la massa de la pesa, h l'alçada de la pesa i g l'acceleració de la gravetat. Si es fan servir unitats del S.I. el resultat serà en J.